# Víctor Curto
Víctor Curto Ortiz (Tortosa, 17 giugno 1982) è un ex calciatore spagnolo, di ruolo attaccante.

## Palmarès

### Club

#### Competizioni nazionali
- Tercera División: 1

Reus: 2006-2007
- Segunda División B: 1

Barcellona B: 2001-2002

### Individuale
- Capocannoniere della Coppa del Re: 1

2017-2018 (6 reti)